# Santi Quattro Coronati
Santi Quattro Coronati, officiellt Santi Quattro Coronati al Laterano, är en kyrkobyggnad och mindre basilika i Rom, helgad åt De fyra krönta helgonen. Dessa fyra var romerska soldater i den kejserliga armén och led martyrdöden under Diocletianus (284–305); de kröntes således med martyrkronan. Kyrkan är belägen vid Via dei Santi Quattro i Rione Celio och tillhör församlingen Santissimo Salvatore e Santi Giovanni Battista ed Evangelista in Laterano.

## Kyrkans historia
En kyrka skall ha funnits på platsen i slutet av 400-talet. Den byggdes om under Leo IV (847–855). Exteriören karakteriseras av det bastanta tornet, som i huvudsak tjänade som försvarstorn.
I anslutning till kyrkan finns Oratorio di San Silvestro, ett oratorium invigt åt helgonpåven Silvester I. Oratoriets väggar är smyckade med fresker från 1246 som framställer scener ur Silvesters liv och hans möte med kejsar Konstantin. En av freskerna visar hur påven döper Konstantin.

## Titelkyrka
Santi Quattro Coronati är sedan år 499 titelkyrka.
Kardinalpräster under 1900- och 2000-talet
- Pietro Respighi (1899–1913)
- Giacomo della Chiesa (1914–1914), sedermera påve Benedictus XV
- Victoriano Guisasola y Menéndez (1914–1920)
- Karl Joseph Schulte (1921–1941)
- Norman Thomas Gilroy (1946–1977)
- Vakant (1977–1983)
- Julijans Vaivods (1983–1990)
- Roger Michael Mahony (1991–)

## Bilder
| - Plan över Santi Quattro Coronati. - Klostergårdens fontän. |

| - Kejsar Konstantin överlämnar den världsliga maktens symboler åt påve Silvester I. Fresk i Oratorio di San Silvestro. - Fresker i Oratorio di Santa Barbara. |